# Philippe de Monte
Philippe de Monte (Mechelen, 1521 – Praga, 4 luglio 1603) è stato un compositore fiammingo.
Prolifico madrigalista, si espresse con grande autorevolezza nelle messe e nei brani religiosi. È stato senza dubbio, e resta, uno dei grandi del suo tempo.

## Biografia
Philippe de Monte (il cognome è una italianizzazione del fiammingo "Van den Berge") ricevette i primi insegnamenti dell'arte musicale nella Cattedrale di San Rombaldo della sua città, dove faceva parte del coro. La sua storia di compositore ebbe come teatro mezza Europa: a partire dalle Fiandre, la Germania, l'Italia, l'Austria, l'Inghilterra e la Boemia. Spirito indipendente e amante del viaggiare, si spostò sempre spesso, sicché a volte risulta difficile seguirne i movimenti, almeno sino al 1568. Dai contemporanei De Monte venne descritto come un uomo pacato, sensibile, dai modi gentili come quelli di una giovane.
Nel 1540 fu certamente a Napoli, dove per quattro anni insegnò musica presso Gian Vincenzo e Cosma Pinelli, suoi allievi.

Nel 1544, a 33 anni, si trasferì a Roma, impiegato presso il cardinale Orsini, e pubblicò il suo primo libro di madrigali a 5 voci. Quest'opera contribuì non poco a procurargli una vasta reputazione, specie presso l'alto clero e le famiglie nobili italiane, come si deduce dalla dediche che egli premetteva alle sue composizioni.
Nel 1554 lo troviamo ad Anversa, chiamato da Filippo II di Spagna durante il periodo in cui costui fu sposato alla regina d'Inghilterra Maria Tudor (o Maria "la cattolica"), affinché dirigesse la sua cappella reale inglese. Ma De Monte, ancora giovane, non amava avere padroni e restare troppo a lungo nello stesso posto. Pertanto l'incarico di Filippo II non durò a lungo ed egli tornò in Italia, per poi continuare a viaggiare sino al 1568 quando, mentre si trovava a Roma, fu chiamato dall'imperatore Massimiliano II d'Asburgo a sostituire Jacobus Vaet in qualità di Maestro di Cappella della corte imperiale.
Questo incarico e le incombenze che ne derivavano, che egli peraltro conservò sinché visse, lo dovettero impegnare assai e lo condussero a Vienna e a Praga, secondo le necessità della corte, limitando i suoi spostamenti. Ma non del tutto: tornò infatti nei Paesi Bassi nel 1570 e nel 1582 si recò ad Augusta, dove risiedeva l'amico banchiere Giovanni Fugger, al quale aveva dedicato una composizione; nel 1593 fu anche a Ratisbona, al seguito dell'imperatore Rodolfo II d'Asburgo, figlio di Massimiliano, che si recava alla Dieta. E, in quella occasione, conobbe Orlando di Lasso.
Rientrato a Praga, sempre come Maestro di Cappella, vi conobbe il connazionale Carolus Luython. Morì nella stessa città qualche anno più tardi, il 4 luglio del 1603.

## La musica

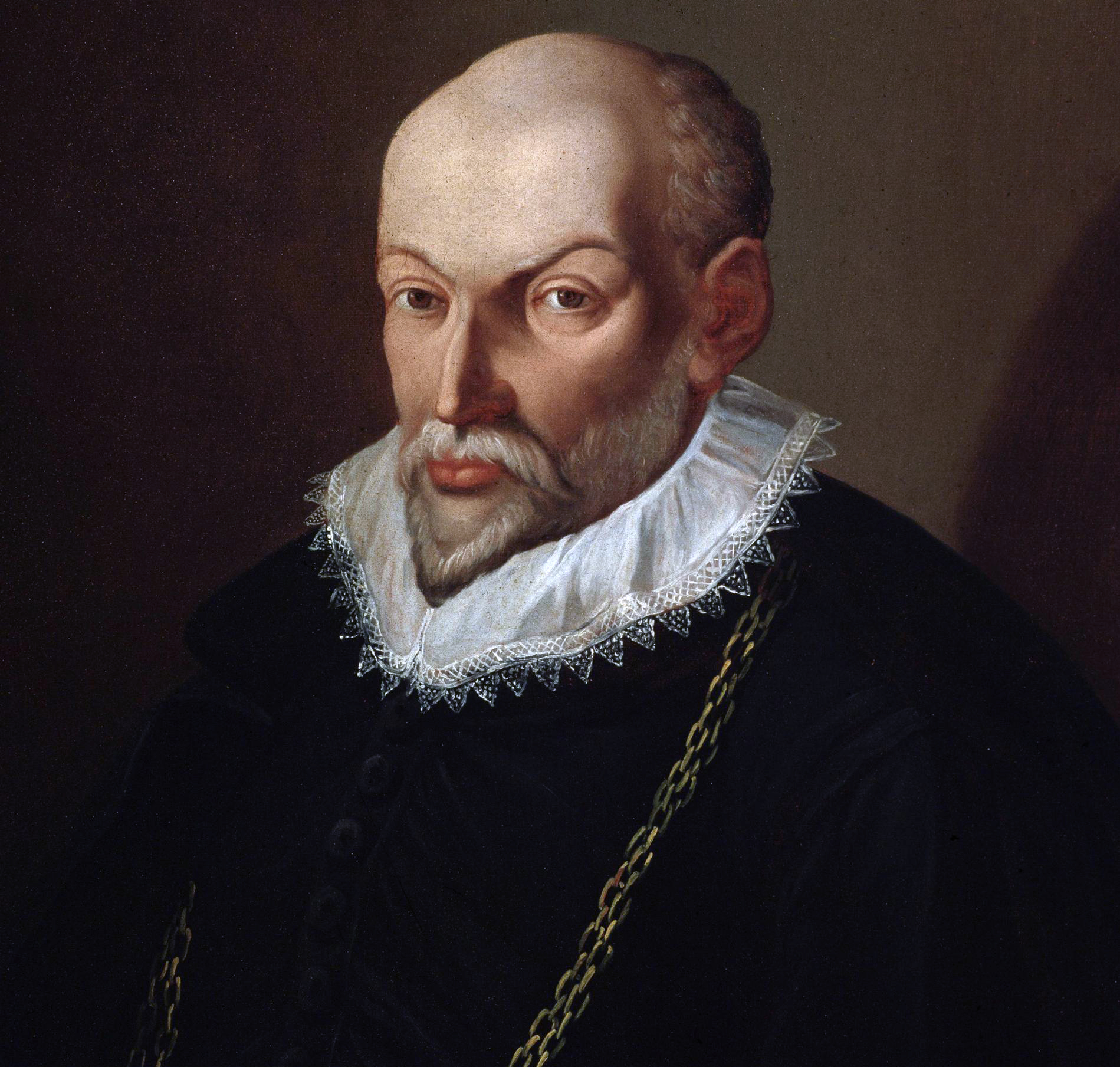
Orlando di Lasso

La produzione di De Monte, assai copiosa e in prevalenza di carattere religioso, è indiscutibilmente di livello assai elevato, sia sotto il profilo dell'espressività che sotto quello della tecnica. Fu infatti più volte paragonato a Orlando di Lasso, e di lui fu detto che con Palestrina e Di Lasso, il madrigale toccava il punto più alto del suo tempo. Il Mann afferma che i madrigali di De Monte, già dalla prima pubblicazione del 1544, « sono i primi e più maturi frutti delle composizioni a 5 voci »  (Brian Robert Mann, 1983).

In realtà De Monte non può essere considerato sul medesimo piano di Di Lasso. Egli non attinge ai vertici dell'universalità di quest'ultimo e appare anche più limitato nel tipo di atmosfere musicali che riesce ad evocare (dal gioioso al penitenziale) rispetto agli altri grandi del suo tempo. Vi è però da considerare che si tratta pur sempre di un autore « innovativo, con uno stile in continua evoluzione e l'uso frequente di cromatismi e di tessiture omofoniche » (Lindell, 2001). E inoltre che « la dolcezza e la delicata sensibilità della sua natura si accordano particolarmente con le tendenze elegiache del madrigale italiano » (Charles Van den Borren, 1961).
Nato nella patria nordica del madrigale e cresciuto nella scuola italiana, De Monte s'innamorò della forma e dell'espressione madrigalistica. Ciò spiega la vastissima produzione di madrigali che egli compose in numero superiore a quelli di tutti i suoi contemporanei, a differenza della  "canzone francese" di cui si trovano esempi solo nelle raccolte collettive.

De Monte appartiene comunque alla terza generazione dei madrigalisti che, con l'uso sistematico e strutturale della dissonanza, aprirà le porte al "novello stile" del Banchieri e alle "dolcissime follie" di Gesualdo.
Ma il genere prediletto da De Monte resta comunque la Messa e la composizione religiosa, anche solo considerando il numero di opere giunte sino a noi. Dalla composizione della Messa, così articolata e ispirata, e che egli tratta con estrema abilità e sensibilità, emerge l'identificazione di De Monte con la spiritualità liturgica, nonché tutta la sua capacità virtuosistica. Diversi brani, inoltre, ci mostrano la particolare pietas con cui De Monte trattava i testi sacri. Ad esempio il mottetto a 6 voci "O bone Jesu", (C. Van den Borren, 1951). Ciò contribuisce a disegnare meglio la sua variegata ma coerente personalità.

## Le opere
- 40 Messe
- 260 composizioni sacre

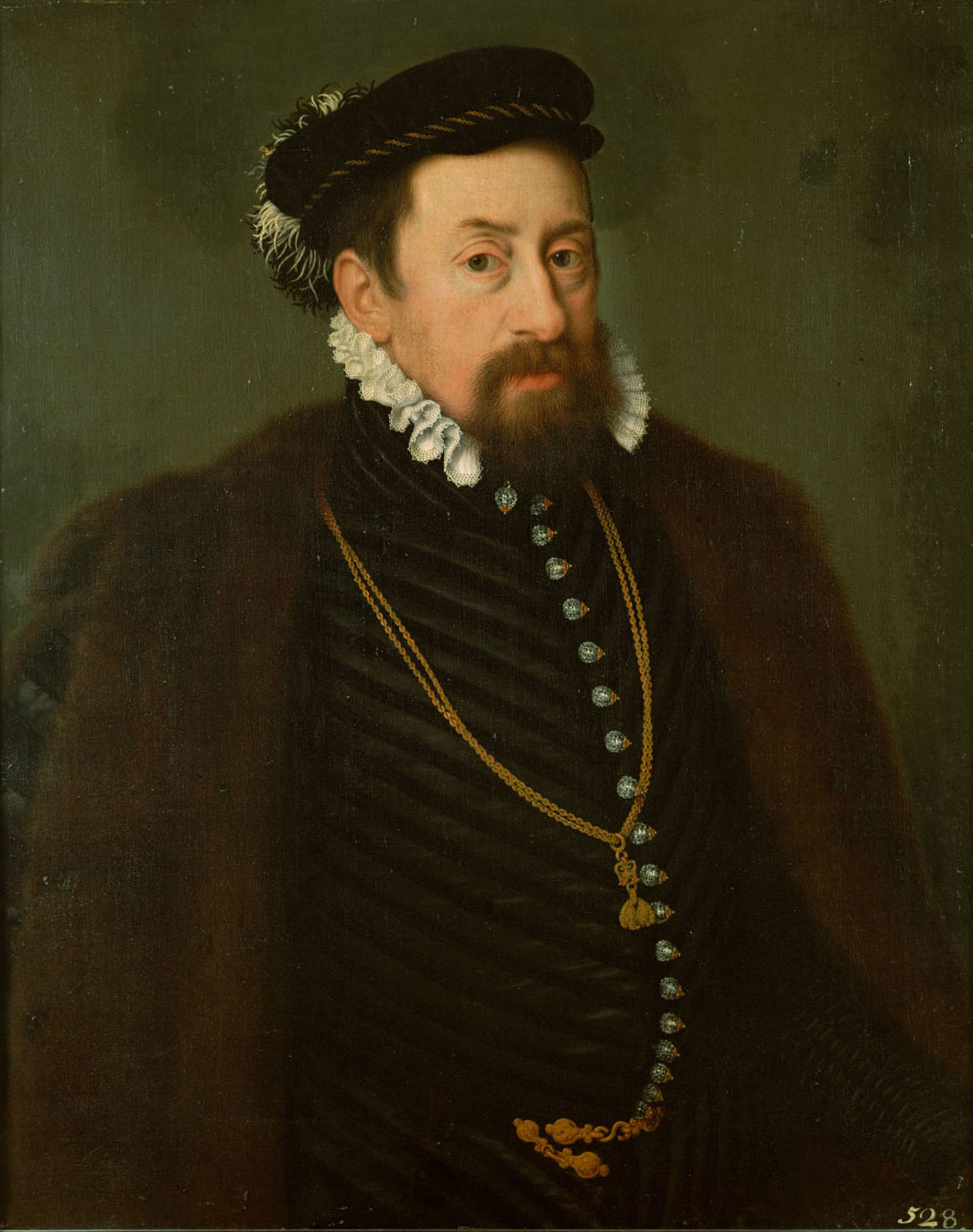
Massimiliano II d'Asburgo

- 1100 madrigali profani raccolti in 35 libri così suddivisi:
  - 1 libro a 3 voci
  - 4 libri a 4 voci
  - 19 libri a 5 voci
  - 8 libri a 6 voci
  - 3 libri a 7 voci

- 5 libri di madrigali spirituali
- 9 libri di mottetti a 4, 5 e 6 voci
- Altri madrigali profani pubblicati in raccolte miste collettive

De Monte pubblicò sempre in Italia, anche opere con testo tedesco.
Una stesura dell'Opera completa di De Monte fu iniziata nel periodo fra le due guerre da Van Doorslaer, Van Nuffel e Van den Borren. Sino al 1957 essa comprendeva 31 volumi con 22 Messe, 1 libro di Magnificat, 1 libro di madrigali profani, 1 libro di madrigali spirituali, diversi mottetti, canzoni francesi e brani da intavolatura per liuto. Il lavoro si arrestò probabilmente in quegli anni.

## Discografia

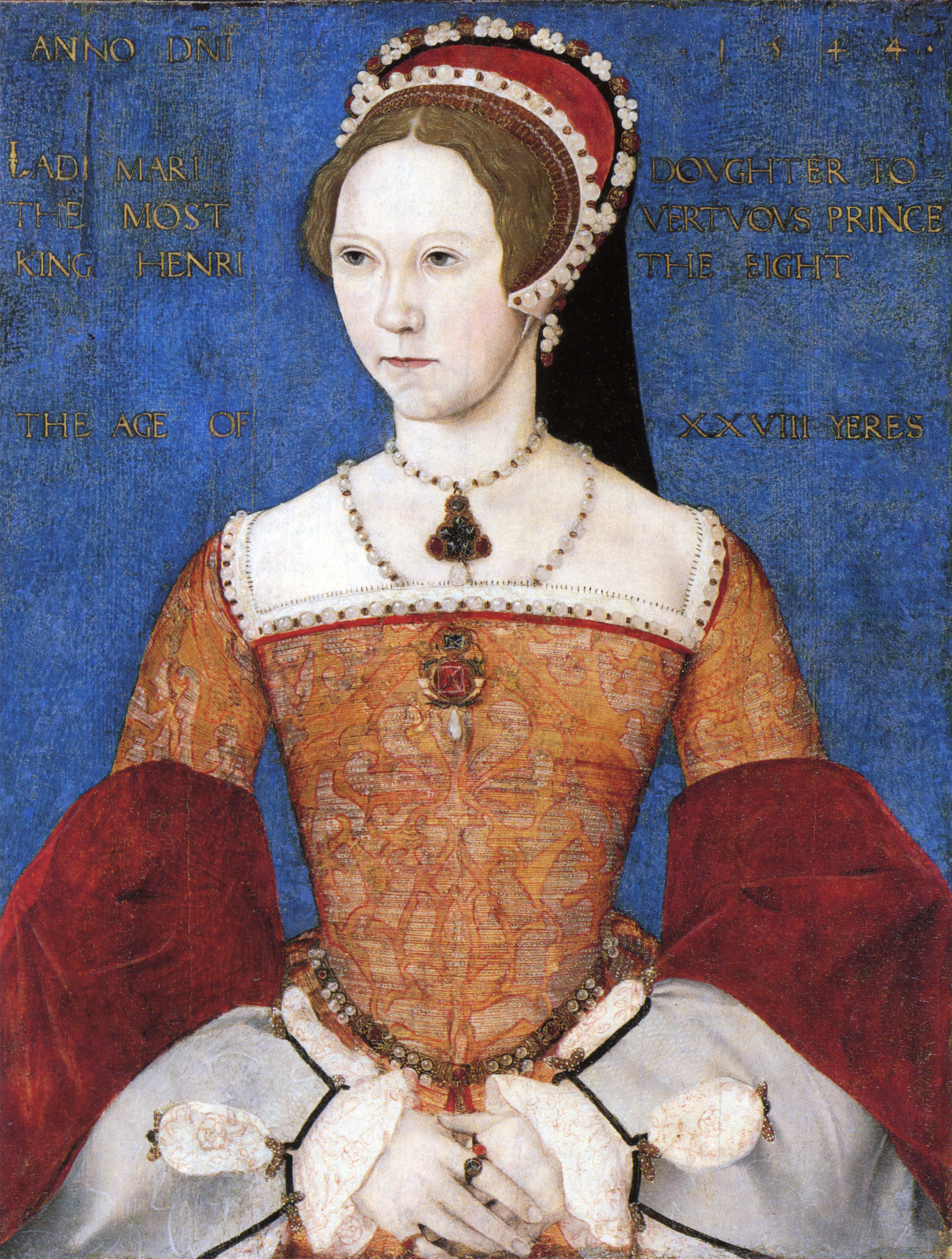
Maria la cattolica nel 1544

- Alexander Utendal & Philippus de Monte, Motets, Capilla Flamenca e Oltremontano, 2002 (Passacaglia 937).